# Journal of Materials Chemistry C
Il Journal of Materials Chemistry C è una rivista scientifica settimanale sottoposta a revisione paritaria, che tratta le proprietà, le applicazioni e la sintesi di nuovi materiali relativi a dispositivi ottici, magnetici ed elettronici. È una delle tre riviste create dalla scissione del Journal of Materials Chemistry alla fine del 2012.
Il primo numero è stato pubblicato nel gennaio 2013.  La rivista è pubblicata dalla Royal Society of Chemistry e ha due riviste gemelle, il Journal of Materials Chemistry A e il Journal of Materials Chemistry B.
Il caporedattore per la famiglia di riviste Journal of Materials Chemistry è attualmente Nazario Martin. Il vice caporedattore per il Journal of Materials Chemistry C è Natalie Stingelin.

## Indicizzazione
Gli abstract e gli articoli sono indicizzati dal Science Citation Index.